# مارسل هانسن
مارسل هانسن (انگلیسی: Marcel Hansen) ژیمناست هنری اهل بلژیک بود.
از افتخارات وی میتوان به کسب مدال برنز تیمی سیستم سوئدی مردان در بازی‌های المپیک تابستانی ۱۹۲۰ اشاره‌کرد.